# Tenuiloricus shirayamai
Genre
Espèce
Tenuiloricus shirayamai, unique représentant du genre Tenuiloricus, est une espèce de loricifères à la position familiale incertaine.

## Distribution
Cette espèce a été découverte à 3 160 m de profondeur sur le plateau Shatsky dans l'océan Pacifique.

## Étymologie
Cette espèce est nommée en l'honneur de Yoshihisa Shirayama.

## Publication originale
- Neves & Kristensen, 2013 : A new type of loriciferan larva (Shira larva) from the deep sea of Shatsky Rise, Pacific Ocean. Organisms Diversity & Evolution, vol. 13, no 4.